# Katedra Wniebowzięcia Najświętszej Maryi Panny w Kalocsy
Katedra Wniebowzięcia Najświętszej Maryi Panny w Kalocsy (węg. Kalocsai Nagyboldogasszony főszékesegyház) – główna świątynia rzymskokatolickiej archidiecezji kalocko-kecskeméckiej na Węgrzech. Mieści się w Kalocsy, przy ulicy Hunyadi.

## Historia
Kalocsa jest siedzibą arcybiskupstwa co najmniej od czasów Beli II Ślepego (XII wiek). Na miejscu obecnej katedry stały wcześniej dwa lub trzy kościoły, wszystkie pod wezwaniem św. Pawła. Pierwszy pobudowano przed 1050 rokiem.
W 1602 roku kościół i znajdujący się obok pałac biskupi został spalony przez protestanckich hajduków, w odwecie za prześladowania protestantów na Węgrzech.
W 1728 roku, na polecenie arcybiskupa Imre Csaky’ego rozpoczęto projektowanie nowego kościoła. Po śmierci Csaky’ego, budową zajmował się jego następca, arcybiskup Gábor Patachich. Autorem projektu był prawdopodobnie Andreas Mayerhoffwer (niektórzy badacze podają jako prawdopodobnych projektantów Johanna Bernharda Fischera von Erlach, Antonego Erharda Martinelliego lub Johann Battistę Carlone).
Kamień węgielny położono w 1735 roku. W tym samym roku odbyła się pierwsza konsekracja kościoła. W 1738 była gotowa część nawy z dwiema bocznymi kaplicami, dwie zakrystie, prezbiterium i oratorium. Wtedy konsekrowano kościół ponownie. W 1754 kościół poświęcono Najświętszej Marii Pannie. Budowa trwała do 1774 roku (z przerwą w latach 1741–1745, spowodowaną brakiem funduszy).
W 1795 roku w kościół uderzył piorun, powodując zniszczenie dachu, iglic i dzwonnic z dzwonami. Dzwonnice odbudowano w latach 1799–1800, w stylu klasycystycznym. Nowe dzwony ufundował arcybiskup László Kollonich.
Katedrę przebudowywano w latach 1908–1912. W trakcje prac dodano kryptę pod prezbiterium, połączono korytarzem zakrystie, dobudowano krużganki i bramy w elewacjach północnej i południowej, podwyższono konstrukcję dachu. Wstawiono też nowy ołtarz z baldachimem. Wykonano też marmurową podłogę.

## Architektura
Katedrę wybudowano w stylu barokowym. Nawa główna podzielona jest na 4 części. Po obu stronach nawy są po cztery kaplice boczne. Prezbiterium niższe od nawy, na planie połowy dziesięcioboku, składa się z dwóch części przykrytych sklepieniami żaglowymi, którego części rozdzielone są krzyżulcami, wspartymi na półkolumnach korynckich. Kościół otacza pięć kaplic absydowych.
Późnobarokowa fasada główna jest bogato zdobiona. Wejście główne obramowane jest kolumnami jońskimi. Nad wejściem znajduje się kamienny balkon.
Wnętrze ozdobione stiukami i obrazami, głównie pochodzącymi z XVIII wieku. Również z XVIII wieku pochodzi umeblowanie: Tron biskupi, intarsjowane ławy prebendarzowe i złocona, rzeźbiona ambona.

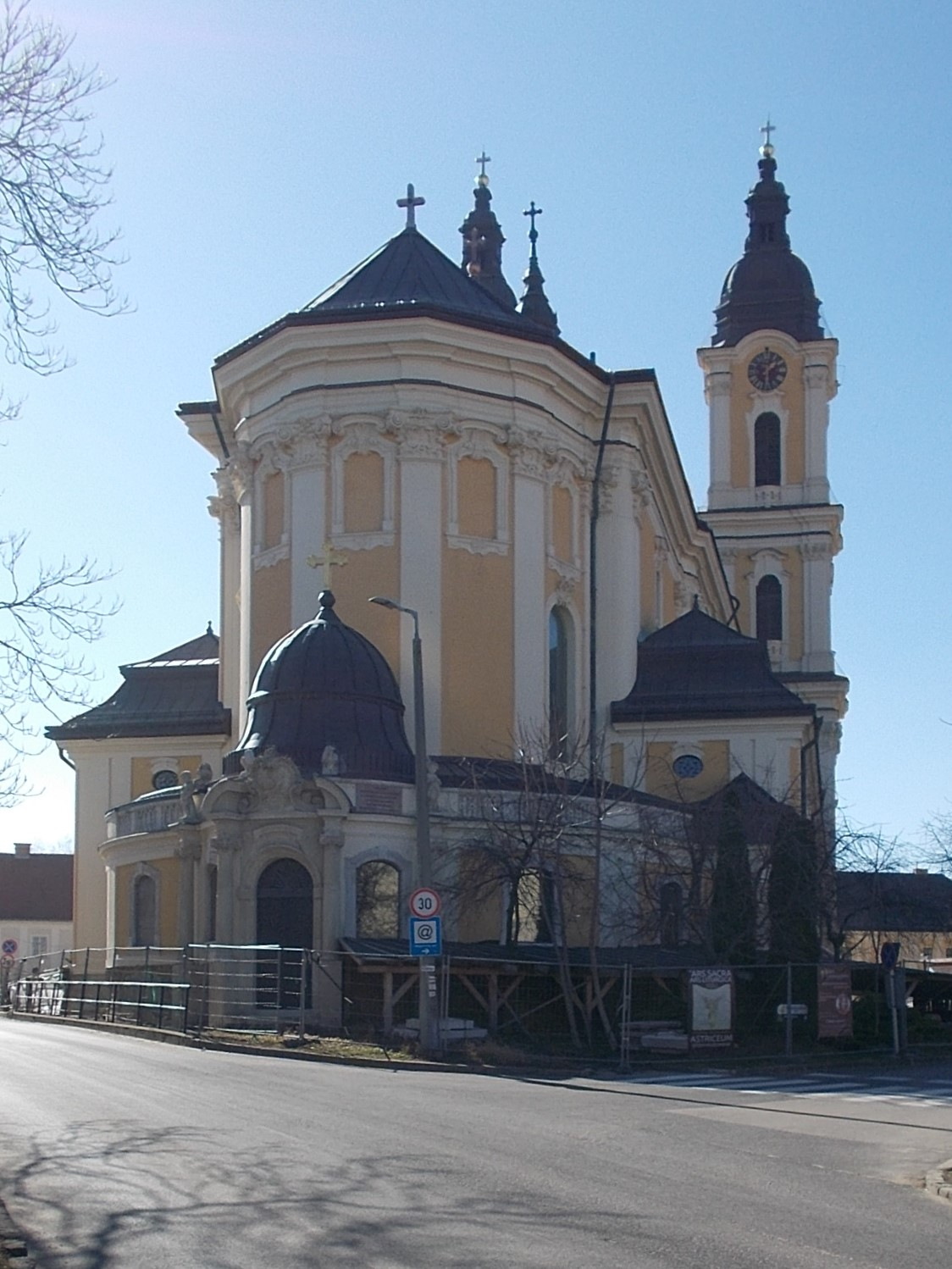
Katedra od strony prezbiterium
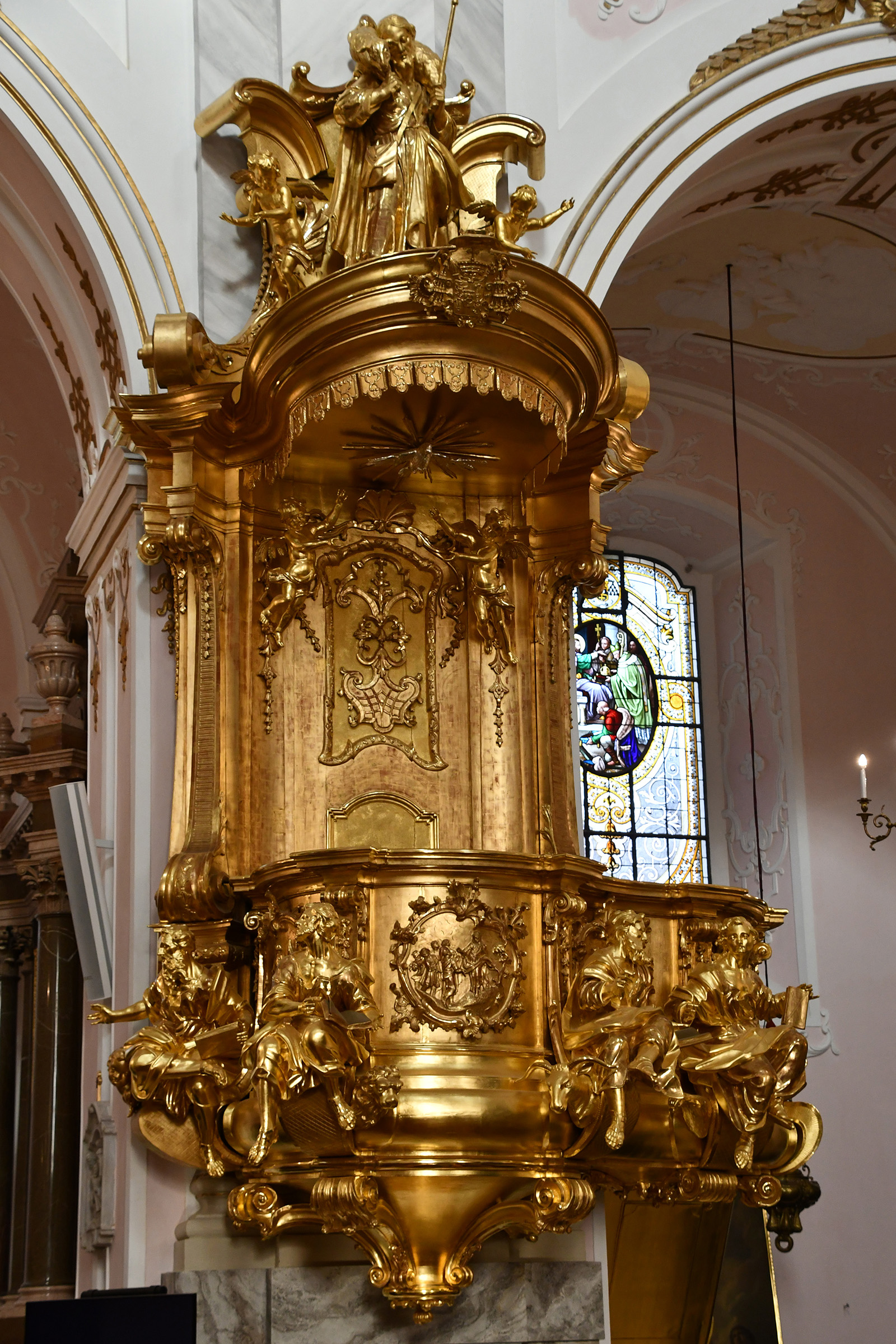
Ambona
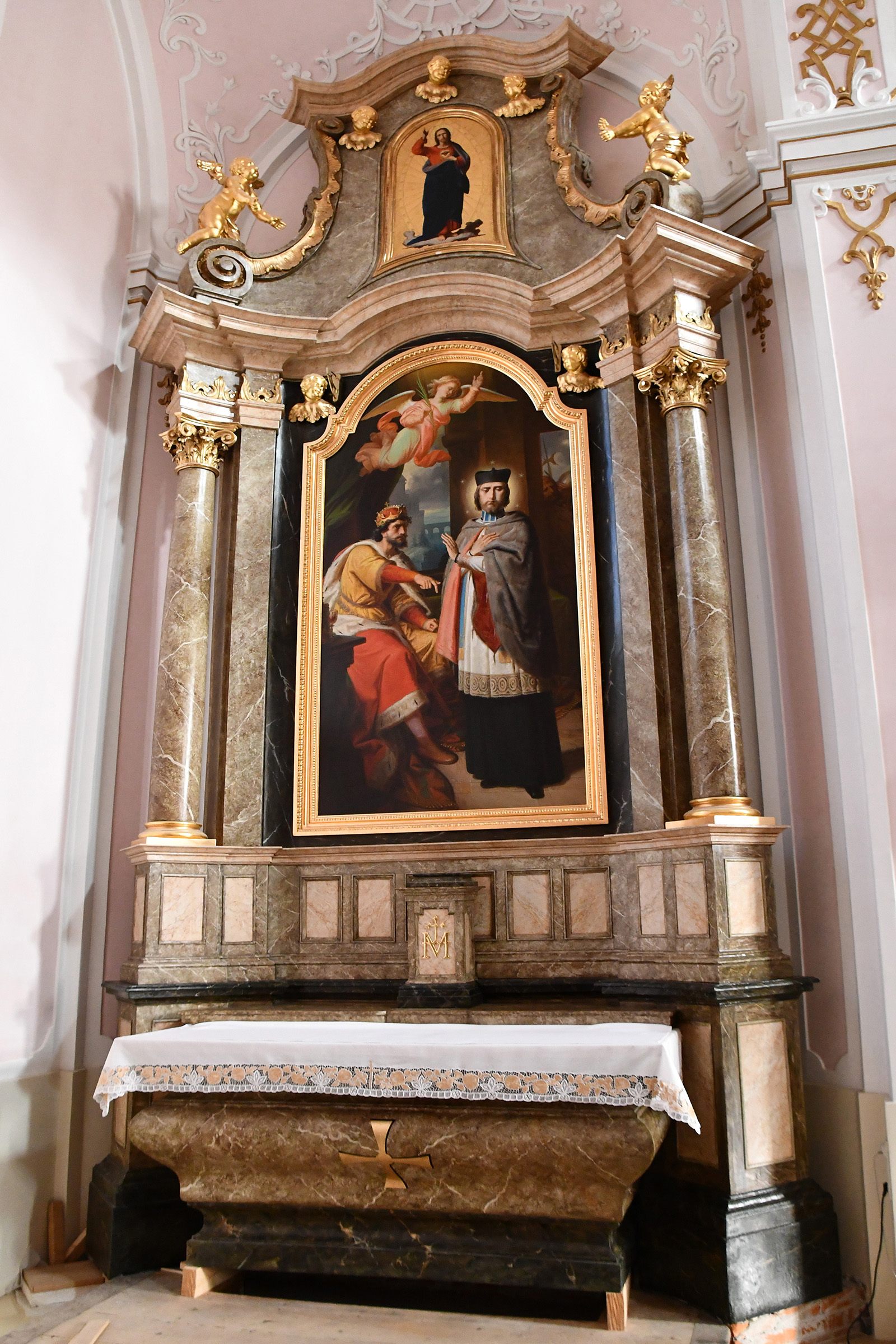
Ołtarz św. Jana Nepomucena
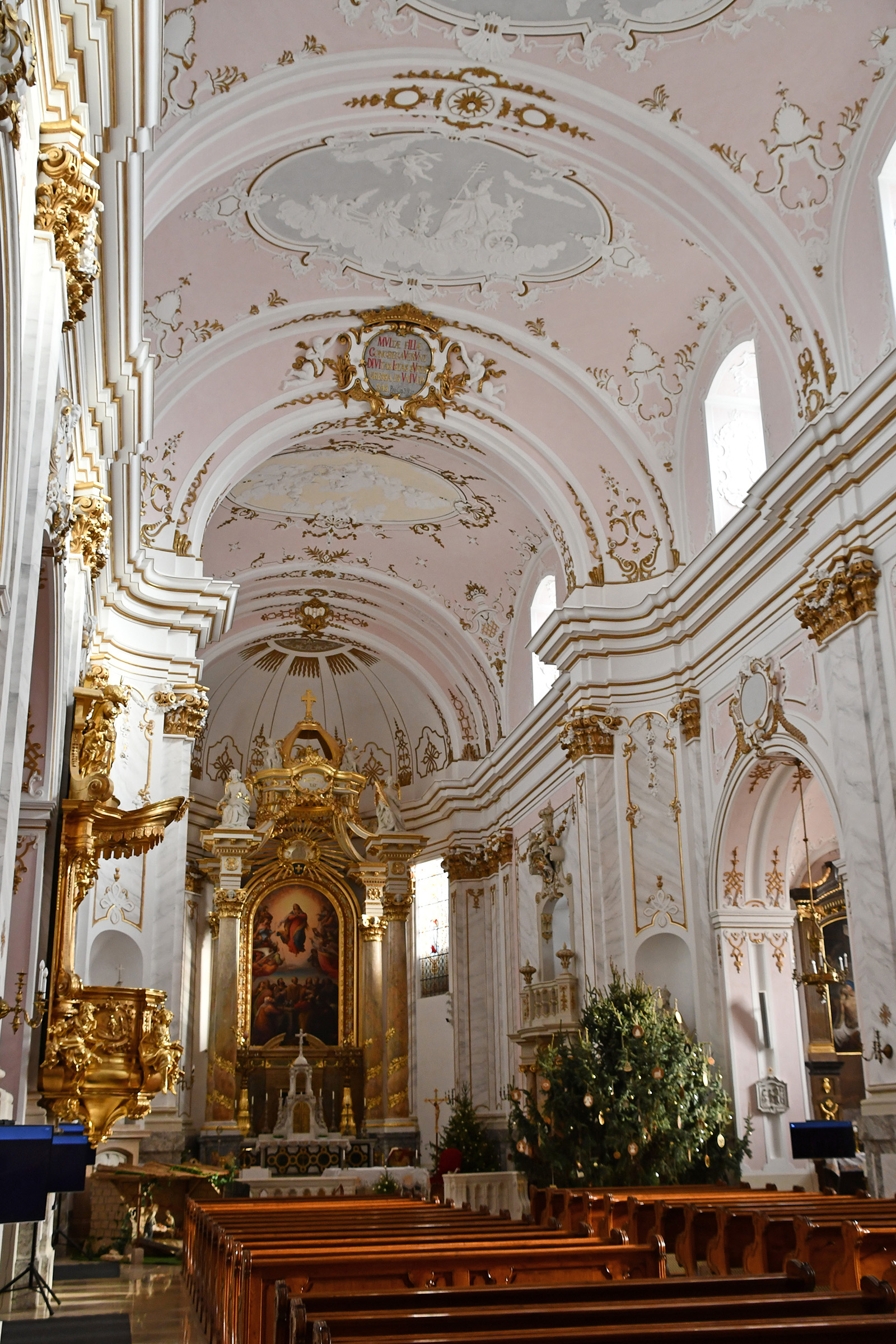
Nawa kościoła
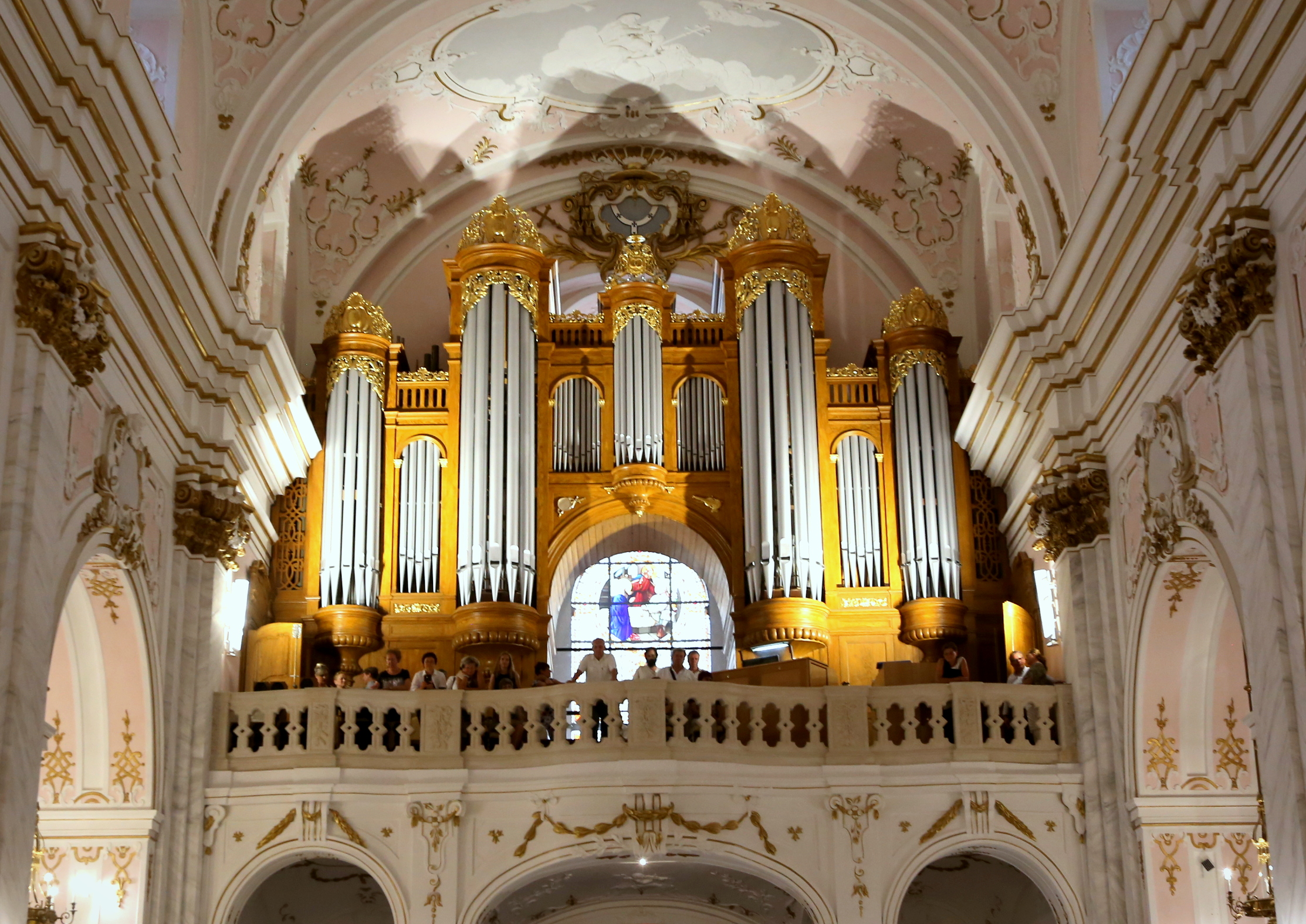
Organy
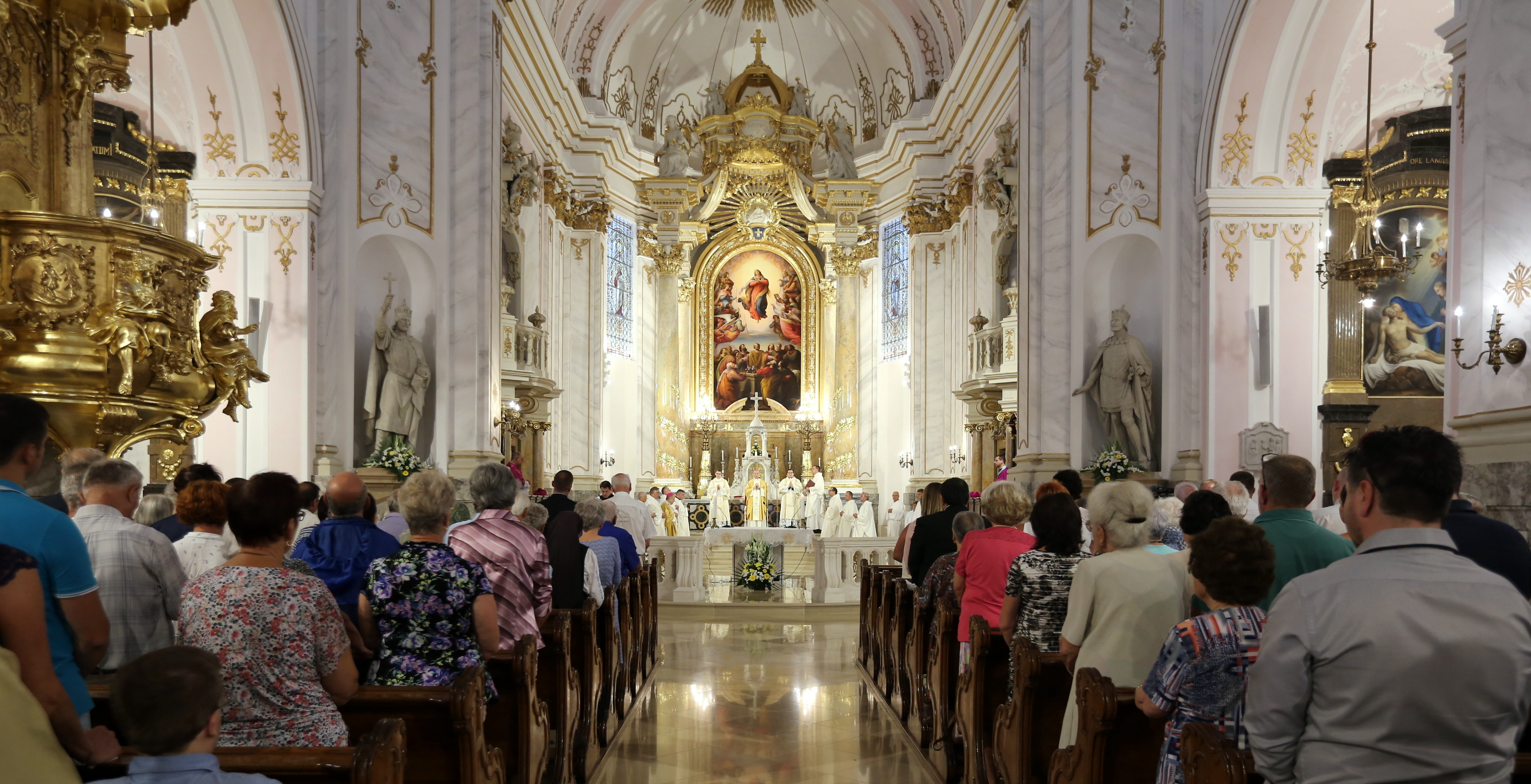
Nabożeństwo